# Commercial Lunar Payload Services
Commercial Lunar Payload Services(CLPS; em português:  Serviços Comerciais de Carga Lunar) é um programa da NASA para contratar empresas para enviar pequenos robôs de pouso e exploração à Lua. A maioria dos locais de pouso ficam perto do polo sul lunar onde eles farão reconhecimento de recursos lunares, testarão conceitos de utilização de recursos in-situ (ISRU) e realizarão ciência lunar para dar suporte ao programa lunar Artemis. O CLPS pretende adquirir serviços de carga útil de ponta a ponta entre a Terra e a superfície lunar usando contratos de preço fixo.
O programa CLPS é administrado pela Diretoria de Missões Científicas da NASA, juntamente com as diretorias de Exploração Humana e Operações e Missão de Tecnologia Espacial. A agência espacial estadunidense espera que os contratantes forneçam todas as atividades necessárias para integrar, acomodar, transportar e operar com segurança as cargas úteis, incluindo veículos de lançamento, naves espaciais de pouso lunar, sistemas de superfície lunar, veículos de reentrada na Terra e recursos associados.